# سلیم-بلدرچین
سلیم-بلدرچین، بلدرچین بوته‌ای چکاوکی یا سلیم-چکاوک (نام علمی: Ortyxelos meiffrenii) یک پرنده کوچک زمینی از تیرهٔ بلدرچینان بوته‌ای (Turnicidae) است که در منطقه ساحل آفریقا و در منطقه‌ای جدا از شرق آفریقا یافت می‌شود. این تنها گونه‌ای است که در سردهٔ Ortyxelos قرار دارد.